# 桂仲武
桂仲武（？—832年），唐朝官员。
元和十四年（819年），安南都护府牙门将杨清发动叛乱，都护李象古并家属及部曲千余人皆被杀。十月，桂仲武从唐州刺史被调为安南都护。到任后，先是招谕赦免杨清，任命他为琼州刺史。但杨清不接受，拒绝桂仲武的到来。桂仲武召集其他的当地酋豪，许以利好，募兵约兵七千余人，击败杨清，斩杀杨清及其子杨志贞。十五年（820年）六月，桂仲武上奏诛杀贼首杨清，收复安南府。
长庆二年（822年）十一月，迁邕管经略使。后为卫尉卿。
大和四年（830年）三月，为福建观察使。六年（832年）卒。